# Crotonöl
Crotonöl, auch Granatillöl (Oleum Crotonis, Oleum Tiglii), wird aus den Samen des Krotonölbaums (Croton tiglium), eines südostasiatischen Baums oder Busches aus der Familie der Wolfsmilchgewächse hergestellt. Crotonöl kommt ursprünglich aus Indien und dem Malayischen Archipel und wird auch dort angebaut. Es wirkt stark haut- und schleimhautreizend und ist aufgrund seiner tumorsteigernden Wirkung als bedenkliches Rezepturarzneimittel eingestuft.
Eine weitere Crotonart, aus der fettes Öl gewonnen werden kann, ist Croton penduliflorus. Die Zusammensetzung ist aber verschieden.

## Gewinnung und Eigenschaften

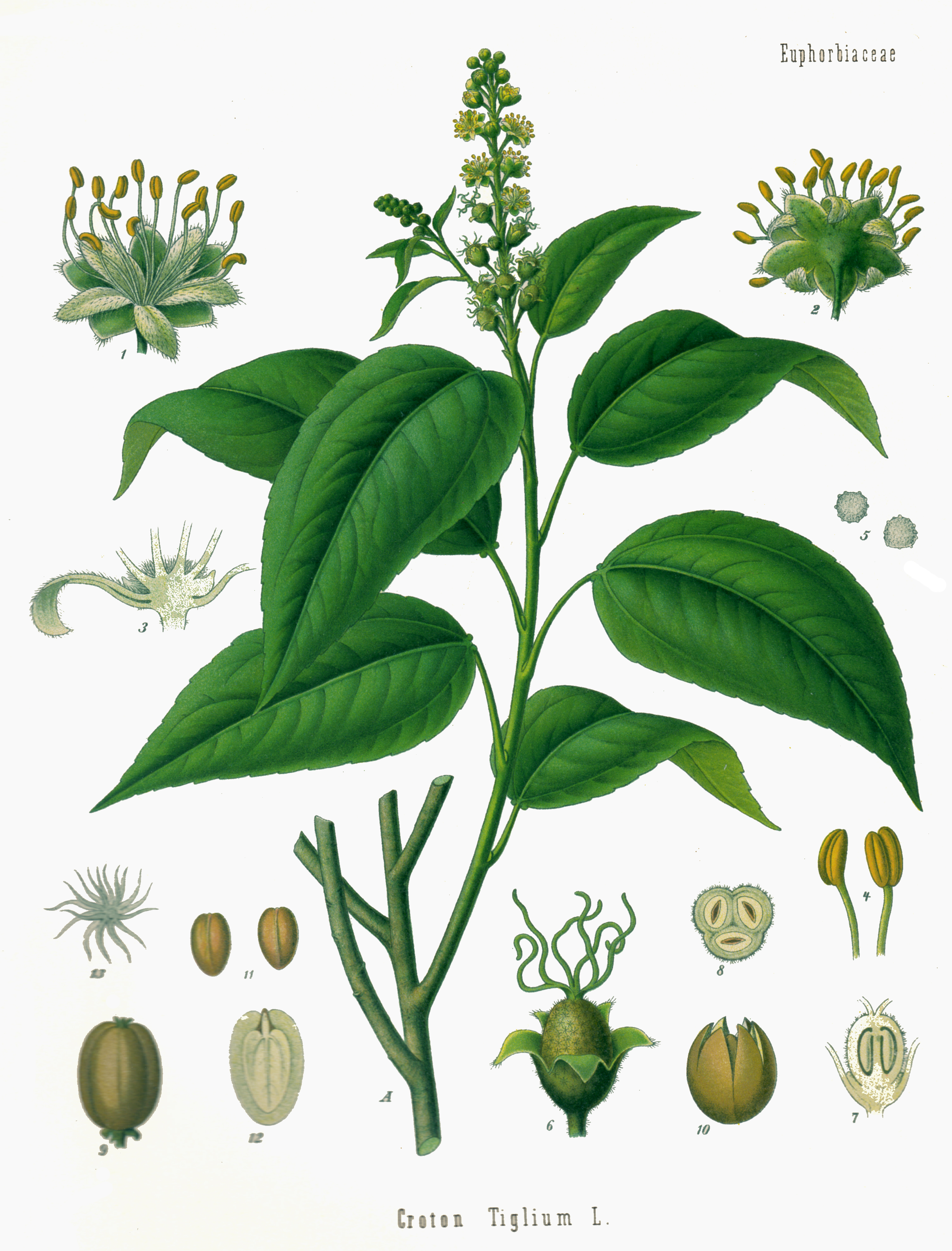
Crotonöl wird aus den Samen des Krotonölbaums Croton tiglium gewonnen

Das Crotonöl wird aus den geschälten Samen des Krotonölbaums durch Kaltpressung oder durch Pressen der reifen und schwach gerösteten Samen bei leichter Wärmezufuhr gewonnen. Es wird auch aus ungeschälten Samen gepresst. Die Samen enthalten etwa 30–45 % ungeschält, oder geschält ca. 45–60 % Crotonöl sowie etwa 18–20 % Protein (enthält Crotin I und II). Das etwas dickflüssige und halbfeste Öl zählt zu den schwersten Pflanzenölen, seine Farbe ist klar und bernstein- bis braungelb. Der schwache Geruch ist „eigentümlich“ und „unangenehm“, der Geschmack anfangs mild, danach scharf im Abgang und anhaltend kratzend und schmerzhaft brennend.

Allgemeine chemische Struktur von Ölen, wie Crotonöl. Darin sind R^{1}, R^{2} und R^{3} Alkylreste (≤ 56 %) oder Alkenylreste (≥ 44 %) mit einer meist ungeraden Anzahl von Kohlenstoffatomen. Crotonöl ist, wie andere Öle, ein Gemisch von Triestern des Glycerins.

Der Schmelzpunkt des Crotonöls liegt bei ca. −16 °C, weshalb es bei Raumtemperatur flüssig ist. Die Triglyceride im Crotonöl weisen einen besonders hohen Anteil an Ölsäure auf. Daneben sind weitere Triglyceride enthalten, die sich von verschiedenen Fettsäuren ableiten. Daneben sind im Crotonöl weitere teils flüchtige organische Säuren wie Ameisensäure u. a. sowie mehrere Phorbolester, darunter das tumorpromovierende Phorbol-12-myristat-13-acetat (PMA; auch 12-O-Tetradecanoylphorbol-13-acetat (TPA)), enthalten.

## Toxikologie und weitere Wirkungen
Das Crotonöl wirkt aufgrund der Zusammensetzung auf unterschiedliche Weise. Vor allem die tumorpromovierende Wirkung des Phorbol-12-myristat-13-acetat (PMA) und anderer Diterpenester im Crotonharz wurde in Tierversuchen bestätigt.
Tumorpromotoren sind Substanzen, die, ohne selbst karzinogen zu sein, die Krebsinzidenz nach Exposition gegenüber karzinogenen (initiierenden) Substanzen erhöhen.
Der entzündungsauslösende Effekt des Crotonöls auf Hautzellen wurde in Tierversuchen bestätigt. Bereits bei der Anwendung einer 0,25%igen Lösung auf die Ohren von Labormäusen kommt es zu einer Ödembildung mit epidermaler Hyperplasie und einer Konzentration von Granulozyten in die Epidermis. Der Effekt konnte gesteigert werden und war bei einer einmaligen Verwendung 4%igen Lösung am stärksten. Die Ödembildung erreichte ein Maximum nach 6 bis 7 Stunden und ging dann innerhalb von 30 Stunden wieder zurück.
In einer weiteren Studie konnte die direkte schädigende Wirkung von Crotonöl auf menschliche Darmschleimhautzellen nachgewiesen werden. Bei einer vergleichsweise hohen Dosis von 80 mg/l kommt es zu einem verzögerten Zellwachstum und zum Zelltod, niedrige Dosen von 4 mg/l haben dagegen keinen messbaren Effekt. Verabreichungen über einen längeren Zeitraum mit ansteigender Dosis können die Zellproliferation (Vermehrung der Zellen) und den Gehalt an heteroploiden Genomen steigern sowie die Umwandlung in maligne Zellen hervorrufen. Die Freisetzung der Cyclooxygenase-2 (COX-2) wurde deutlich reduziert und die Expression des Gens für COX-2 deutlich erhöht, zudem wurde auch die Expression weiterer Gene verändert.

## Verwendung

### Medizin und Heilkunde
Crotonölhaltige Rezepturen sind – auch wegen möglicher Krebsgefährdung – als bedenklich eingestuft und dürfen als Arzneimittel nicht mehr in Verkehr gebracht werden. Auch für Anwendung in der Kosmetik ist Crotonöl verboten.
Früher wurde Crotonöl als starkes Abführmittel (Drastikum) genutzt. Es ist eines der stärksten Abführmittel zusammen mit dem Purgiernuss- und Rizinusöl und wurde entsprechend nur in äußerst dringenden Fällen genutzt. Die Maximale Einzeldosis wird mit 0,05 Gramm angegeben, die Maximale Tagesdosis mit 0,15 Gramm und die letale Dosis mit 4–20 gtt (Guttae, Tropfen) Öl. Beim Auftragen auf die Haut genügen bereits kleine Mengen, um eine starke örtliche Entzündung mit Pusteln und Infektionsgefahr auszulösen. Im Rahmen des „Crotonöltests“ wird das Öl entsprechend zur Auslösung von Hautödemen genutzt, um die Wirksamkeit von entzündungshemmenden Substanzen zu bestimmen. In der plastischen Chirurgie wird es in einer Emulsion mit Phenol zur Hautschälung genutzt.
Crotonöl diente (verdünnt mit Olivenöl) etwa in der Baunscheidttherapie lange als Hautreizmittel zur Ableitung (Revulsion) bei Pleuritis, Pleuraerguss, Neuralgien und Rheuma.

## Geschichte

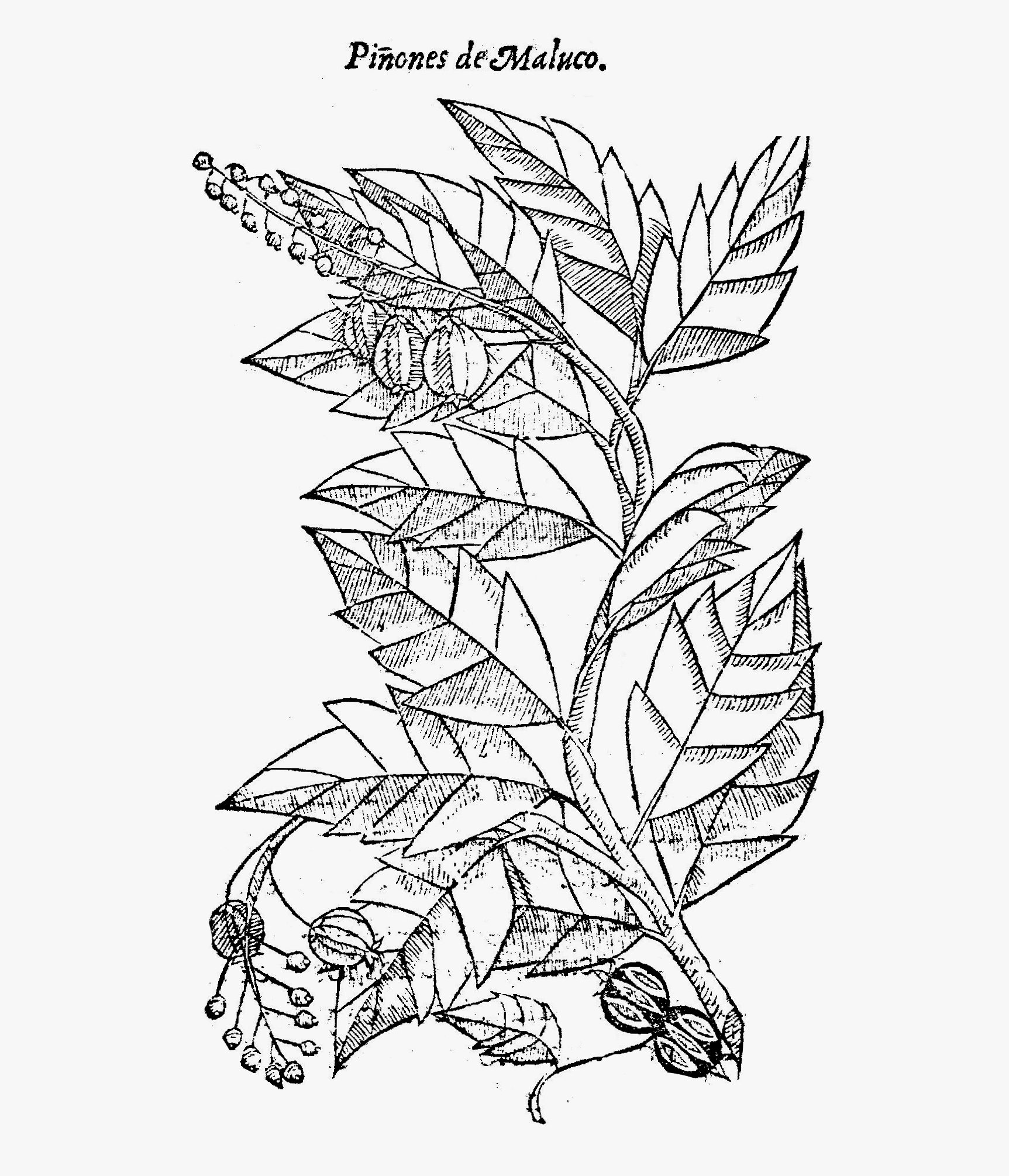
Croton tiglium. C. Acosta 1578

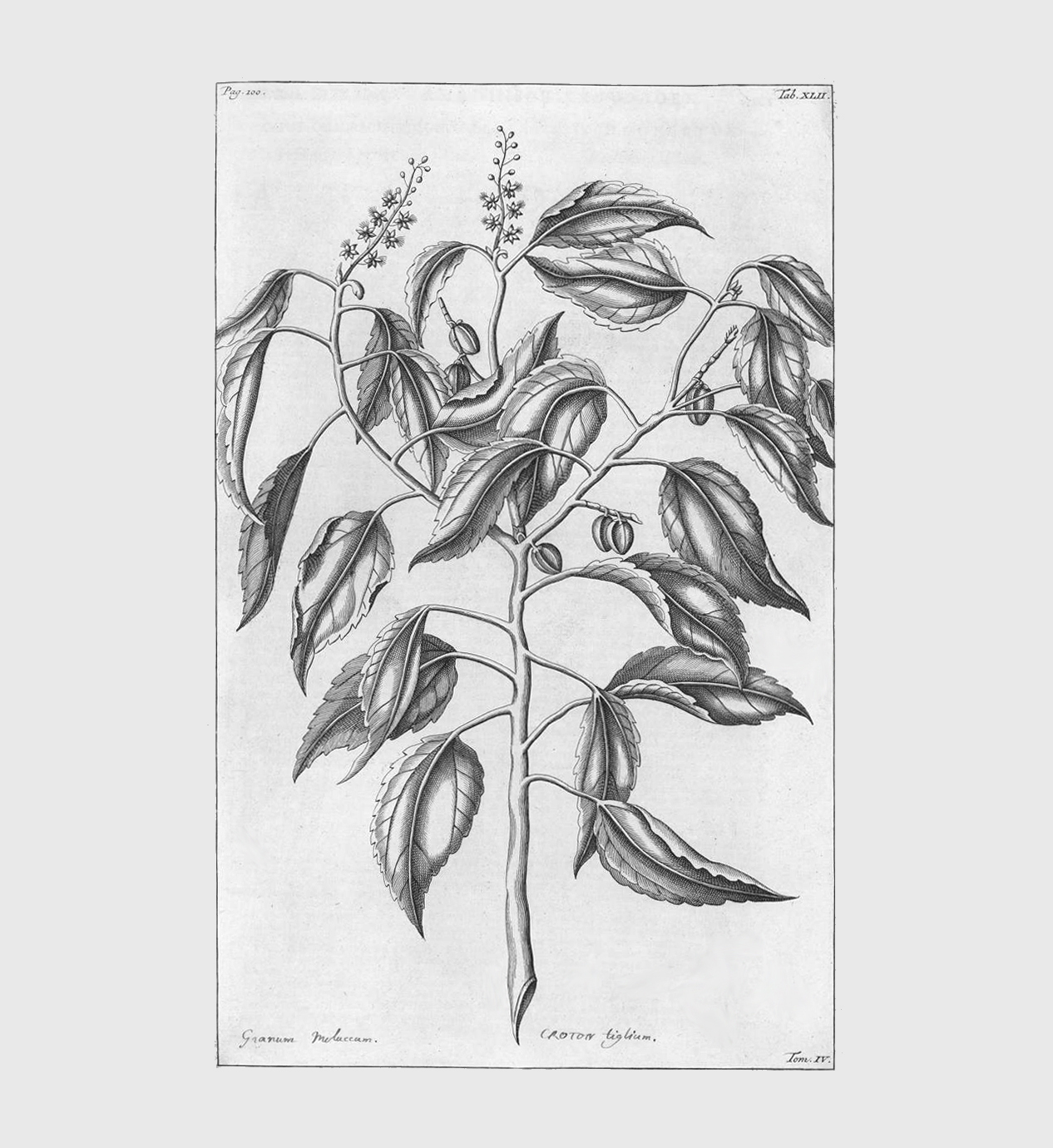
Croton tiglium. Rumpf 1743

Croton tiglium zählt zu den fünf Giften, die im mythischen chinesischen Kräuterbuch Shennong ben cao jing aufgeführt werden. Als „Pa-tou“ 巴豆 kennen schon alte chinesische Arzneibücher die giftigen und abführenden Crotonsamen. In der Arabischen Medizin wurden sie spätestens seit dem 13. Jahrhundert verwendet.
Die erste Erwähnung der Croton-Samen in Europa wird Cristóbal Acosta (1578) zugeschrieben. Er nannte sie „Pinones de Maluco.“ In seinem Pinax theatri botanici (1623) nannte Caspar Bauhin die Droge „Pinus Indica nucleo purgante“ und „Pinei nuclei Malucani“. Über die Pflanze selbst erhielten die Europäer erst durch Rheede (1678) und Rumpf (1743) genauere Kenntnis. Laut Rumpf nutzten indische Wundärzte das Öl mit Wein als Abführmittel zur Anregung der Stuhlausscheidung und als urintreibendes Mittel.
Nachdem es bei der therapeutischen Verwendung des Öls der Croton-Samen in Holland und England zu schweren Nebenwirkungen gekommen war, wurde das Mittel zunächst aus den Arzneilisten verbannt. Erst ab den 1820er Jahren wurde das Croton-Öl wieder officinell. William Eugène Edward Conwell (1825), Henry Rutledge Frost (1843) u. a. machten es bekannter und propagierten seine Verwendung als Drasticum (d. h. als stark wirkendes Abführmittel) bei hartnäckigen Stuhlverstopfungen und bei Bandwurmbefall sowie als ein die Urinausscheidung förderndes Mittel bei Bauchwassersucht. Als Standarddosis für die innere Einnahme wurde ein halber bis ein ganzer bis zwei Tropfen des Öls angegeben. Nach äußerlicher Einreibung des Öls auf die Bauchhaut sollte es resorbiert werden und so seine Wirkung auf die gesteigerte Ausscheidung von Kot und Urin ausüben, ein Verfahren, das insbesondere bei Kindern angewendet wurde. Durch Einreiben von ein oder zwei Tropfen des Öls auf die Zunge wurde in England der Forthergillsche Gesichtsschmerz behandelt (Gerson / Julius 1822). Äußerlich verdünnt mit anderen Substanzen als Einreibung diente das Öl als Reizmittel für die Haut und als Ableitungsmittel (Derivation oder Revulsion) bei chronischen Entzündungen der Luftwege, chronischen rheumatischen und gichtischen Leiden, Entzündungen des Gehörorgans, der Augen u. s. w. (Ainslie 1813, Frost 1843, Clarus 1852).